# Menhir von Breitscheid
Der Menhir von Breitscheid ist ein möglicher vorgeschichtlicher Menhir bei Breitscheid im Lahn-Dill-Kreis in Hessen.

## Lage
Der Stein befindet sich am südlichen Ortsrand von Breitscheid, südlich der Sportanlagen auf der Grimmelwiese. Er steht etwa 25 m nach dem Beginn eines unasphaltierten Feldwegs auf der linken Seite. Das Gelände fällt nach Süden hin leicht ab, der Stein steht nahe dem höchsten Punkt der Anhöhe.

## Beschreibung
Der Menhir ist stark verwittert und besteht aus Basalt. Er hat einen halbkreisförmigen Querschnitt. Der Stein hat eine Höhe von 65 cm, eine Breite von 50 cm und eine Dicke von 36 cm.